# Lepthoplosternum pectorale
Lepthoplosternum pectorale és una espècie de peix de la família dels cal·líctids i de l'ordre dels siluriformes.

## Morfologia
- Els mascles poden assolir 6 cm de longitud total.[1][2]

## Hàbitat
És un peix d'aigua dolça i de clima subtropical (20 °C-22 °C).

## Distribució geogràfica
Es troba a Sud-amèrica: conca del riu Paraguai.